# Frank Shields
Francis Xavier Shields (ur. 18 listopada 1909 w Oklahoma City, zm. 19 sierpnia 1975 w Nowym Jorku) – amerykański tenisista.
Był trzykrotnie żonaty, wszystkie związki kończyły się rozwodami. Jego pierwszą żoną była Rebecca Tenney, którą poślubił w 1932 roku, a rozwiódł się osiem lat później. Ożenił się następnie z włoską arystokratką Donną Mariną Torlonia di Civitella-Cesi (1916–1960), którą poznał w czasie turnieju tenisowego w Rzymie. Była ona siostrą księcia Alessandro Torlonia di Civitella-Cesi, zięcia króla Hiszpanii Alfonsa XIII. W 1949 roku Shields zawarł trzecie małżeństwo, z córką finansisty Katharine Mortimer. Z drugiego małżeństwa miał syna Francisa Alexandra i córkę Cristianę Marinę (zamężną D'Onofrio), z trzeciego małżeństwa – syna Williama Xaviera i córkę Katharine. Wnuczką Franka Shieldsa jest aktorka Brooke Shields, była żona amerykańskiego tenisisty Andre Agassiego.
Poza tenisem Shields wystąpił w kilku rolach w produkcjach hollywoodzkich pod koniec lat 30. (m.in. Come and Get It, 1936 i Dead End, 1937, u boku Humphreya Bogarta).

## Kariera tenisowa
W 1930 roku Shields doszedł do finału mistrzostw USA, gdzie uległ Johnowi Doegowi. Doeg wygrał 10:8, 1:6, 6:4, 16:14, a Shields nie wykorzystał przy stanie 13:14 w czwartym secie piłki setowej na wyrównanie stanu meczu. Shields był ponadto w półfinałach mistrzostw USA w 1928 roku (porażka z Henrim Cochetem) i 1933 roku (porażka z Jackiem Crawfordem).
W 1931 roku Shields awansował do finału Wimbledonu po zwycięstwie m.in. w półfinale z Jeanem Borotrą. Doznał jednak kontuzji w meczu mikstowym i zrezygnował z występu w finale singla, stając się w ten sposób jedynym finalistą Wimbledonu, który oddał mecz walkowerem.
Frank Shields w mistrzostwach USA był także w finale gry podwójnej, w 1933 roku wspólnie z Frankiem Parkerem. Para poniosła porażkę George’em Lottem i Lesterem Stoefenem. Shields był także uczestnikiem finału gry mieszanej, w 1930 roku, z Marjorie Morrill, razem z którą przegrał z Edith Cross i Wilmerem Allisonem.
Shields wygrał m.in. turniej w Cincinnati w 1930 roku.
Między 1928 a 1945 rokiem osiem razy klasyfikowany był w czołowej dziesiątce rankingu amerykańskiego, w tym jako nr 1. w 1933 roku, a nr 2. w 1930 roku. Na początku lat 30. był również wśród dziesięciu najlepszych tenisistów świata w klasyfikacji The Daily Telegraph, w tym jako nr 5. w latach 1930–1931.
W 1931, 1932 i 1934 roku występował w reprezentacji narodowej w Pucharze Davisa. Wygrał 19 z 25 pojedynków, mając na koncie m.in. zwycięstwa nad Australijczykami Jackiem Crawfordem i Harrym Hopmanem. Uczestniczył m.in. w zwycięskim meczu z Australią w 1934 roku, kiedy zdobył decydujący punkt po pokonaniu Viviana McGratha (Australijczycy prowadzili po pierwszym dniu 2:0). W finale w 1934 roku przeciwko Brytyjczykom przegrał zarówno z Fredem Perrym, jak i Bunnym Austinem, a w finale międzystrefowym w 1932 roku przeciwko Niemcom uległ Gottfriedowi von Crammowi i Danielowi Prennowi. Amerykanie awansowali wówczas do finału dzięki punktom siglowym Ellswortha Vinesa i deblowemu zwycięstwu Wilmera Allisona i Johna Van Ryna. W 1951 roku Shields pełnił funkcję kapitana reprezentacji daviscupowej, doprowadzając ją do finału, gdzie Amerykanie nie sprostali Australijczykom.
W 1964 roku Shields został wpisany do Międzynarodowej Tenisowej Galerii Sławy.

### Finały w turniejach wielkoszlemowych

#### Gra pojedyncza (0–2)
| Końcowy wynik | Nr | Data | Turniej                                | Nawierzchnia | Przeciwnik  | Wynik finału          |
| ------------- | -- | ---- | -------------------------------------- | ------------ | ----------- | --------------------- |
| Finalista     | 1. | 1930 | U.S. National Championships, Nowy Jork | Trawiasta    | John Doeg   | 8:10, 6:1, 4:6, 14:16 |
| Finalista     | 2. | 1931 | Wimbledon, Londyn                      | Trawiasta    | Sidney Wood | walkower              |

#### Gra podwójna (0–1)
| Końcowy wynik | Nr | Data | Turniej                                | Nawierzchnia | Partner      | Przeciwnicy                | Wynik finału         |
| ------------- | -- | ---- | -------------------------------------- | ------------ | ------------ | -------------------------- | -------------------- |
| Finalista     | 1. | 1933 | U.S. National Championships, Nowy Jork | Trawiasta    | Frank Parker | George Lott Lester Stoefen | 13:11, 7:9, 7:9, 3:6 |

#### Gra mieszana (0–1)
| Końcowy wynik | Nr | Data | Turniej                                | Nawierzchnia | Partnerka        | Przeciwnicy                | Wynik finału |
| ------------- | -- | ---- | -------------------------------------- | ------------ | ---------------- | -------------------------- | ------------ |
| Finalista     | 1. | 1930 | U.S. National Championships, Nowy Jork | Trawiasta    | Marjorie Morrill | Edith Cross Wilmer Allison | 4:6, 4:6     |